# German International School Washington D.C.
Die German International School Washington D.C. (Abkürzung GISW) ist eine Deutsche Auslandsschule in Potomac (im Einzugsgebiet von Washington, D.C.) in den Vereinigten Staaten. Sie wurde am 11. September 1961 mit 33 Schülern eröffnet.
Als eine von über 130 Schulen im weltweiten Netz der Deutschen Schulen legt die GISW einen starken Schwerpunkt auf MINT-Fächer und Fremdsprachen. Die Schülerschaft umfasst Schüler im Alter von 2 Jahren im Vorschulalter bis zur 12. Ab dem Schuljahr 2022/23 sind für die Aufnahme in den Kindergarten bis zur 5. Klasse keine Deutschkenntnisse erforderlich. Unterstützung beim Erlernen der deutschen Sprache wird im Rahmen des FastTrack-Programms angeboten. Die Abschlüsse, die am Ende der zwölften Klasse vergeben werden, sind das Deutsche Internationale Abitur (DIA) und ein US High School Diploma. Diese Abschlüsse ermöglichen den Schülerinnen und Schülern den Zugang zu den besten Universitäten der Welt. 
Die GISW ist die erste MINT-EC-Schule in den Vereinigten Staaten von Amerika.
Samstags werden Deutschkurse für Schüler im Alter von 3 Jahren bis zu Erwachsenen angeboten. Im Samstagsprogramm können die Schüler das Deutsche Sprachdiplom 1 und 2 (DSD1 und DSD2) erlangen.
Träger der Privatschule und des angeschlossenen Kindergartens ist der Deutsche Schulverein Washington, D.C. Derzeit lehren 57 deutschsprachige Pädagogen an der GISW. Es gibt etwa 570 Schüler. Schulleiter ist seit 1. August 2022 Carsten Apsel.
Die Unterrichtssprache ist bilingual (Deutsch und Englisch). Seit dem Ende des Schuljahres 1973/1974 werden Jahrbücher herausgegeben.
Für den Besuch der Schule bzw. des Kindergartens wird dank deutscher Förderungen ein niedrigeres Schulgeld erhoben als an anderen Privatschulem in der Umgebung.